# 維新帝
維新帝（いしんてい、ズイタンてい、ベトナム語: Duy Tân、1900年9月19日（成泰12年8月26日） - 1945年12月26日）は、ベトナム阮朝の第11代皇帝。諱は阮福永珊（Nguyễn Phúc Vĩnh San）、後に阮福晃（Nguyễn Phúc Hoảng）と改めた。1907年9月、父の成泰帝が宗主国フランスの圧力により退位させられたため、7歳で皇帝に即位した。なお、生年月日には異説がある。

## 経歴
1916年5月2日未明、ファン・ボイ・チャウが組織した「ベトナム光復会」の叛乱計画に呼応してフエ王宮を脱出したが、6日に逮捕、直ちに廃位され、父の成泰帝とともにマダガスカル島沖の孤島・レユニオンに流された。
第二次世界大戦中、自由フランスに共鳴し、通信技術の心得があった彼は、ヴィシー政府の占領下にあったレユニオン島にて2年間にわたり島の情報を連合国側に流し、また島内のレジスタンスに連合国の状況を伝えた。1942年5月、ヴィシー政府側にレジスタンス運動を露見され、隔離病院に監禁されたが、1942年11月28日、レユニオン島の戦いにて救出される。同日、自由フランス海軍駆逐艦レオパールの通信要員として参加。同年12月5日、陸軍少尉に任官。パリ解放後の1944年12月5日に大尉、第９植民地師団（ジョセフ・マグナン少将）附、1945年7月25日に少佐、9月25日に中佐および大隊長となっている。また、1945年8月、日本軍の降伏に呼応してベトナム八月革命が起こると、保大帝がホー・チ・ミンの呼び掛けにより退位し、ベトナム民主共和国最高顧問に迎えられた。これを受けてフランスのド・ゴール将軍は、保大帝に代わる親仏派の指導者として維新帝に注目し、同年12月14日に会見した。その後帰国のため一旦レユニオン島に戻る途中、12月26日グリニッジ標準時18時30分ごろ、フランス領赤道アフリカウバンギ・シャリ植民地（現中央アフリカ共和国）付近で乗っていたロッキードC-60が墜落、死去した。

## 改葬
1987年、維新帝の息子であるバオ・バンと旧阮朝一族は、維新帝の遺骸をアフリカからベトナム・フエへと持ち帰ることにした。埋葬されていた遺体は中央アフリカ共和国当局に回収されたのち、3月28日、一旦パリのヴァンセンヌ寺院にて仏教式葬儀が行われ、ジャック・シラク首相、ジャック・フォッカール元マダガスカル共和国事務総局長、自由フランス協会会長ジャン・シモン元帥、トラン・カン・カーン駐仏ベトナム大使らが参列した。
4月4日、フエに伝統儀礼に則って祖父の育徳帝陵のかたわらに改葬した。
その後、バオ・バンは、2001年に維新帝の生涯を記した著書『Duy Tan, Empereur d'Annam 1900-1945』を執筆している。

## 栄典
- バラ付フランス抵抗記念章（フランス語版） - 1945年3月[2]

## 子女
マリー・アン・ヴィアーレとの子
- アルマンド・ヴィアーレ：1919年～？

フェルナンド・アンティーとの子
- テレーズ：1928年、夭折
- グエン・フク・ルオン・ビン[6]（フランス語名リタ・スージー・ジョルゼット・ヴィン＝サン）：1929年9月6日 -
- ソランジュ：1930年、夭折
- グエン・フク・バオ・ゴク（ベトナム語版）（フランス語名ガイ・ジョルジュ・ヴィン＝サン）：1933年1月31日 -
- グエン・フク・バオ・バン（フランス語名イヴ・クロード・ヴィン＝サン）：1934年4月8日 -
- グエン・フク・バオ・キ（ベトナム語版）（フランス語名ジョゼフ・ロジェ・ヴィン＝サン）：1938年4月17日 -
- ジネット：1940年、夭折

エルネスティーヌ・イヴェット・マリオットとの子
- アンドレ・マリオット・ヴィン＝サン：1945年 - 2011年